# تابير ملاوي
التابير الملاوي أو التابير الهندي (الاسم العلمي:Tapirus indicus) هو نوع من الحيوانات يتبع جنس التابير من فصيلة التابيرات.